# Klaus Schulze (Fußballspieler)
Klaus Schulze (* 18. Februar 1954) ist ein ehemaliger deutscher Fußballspieler.

## Karriere
Zunächst für Blau-Weiß 90 Berlin spielend, wechselte Schulze zur Saison 1978/79 zum Zweitligisten Bayer 04 Leverkusen. In der seinerzeit zweigleisigen Spielklasse kam er in der Gruppe Nord in neun Punktspielen zum Einsatz. Sein Debüt gab am 21. Oktober 1978 (12. Spieltag) beim 3:1-Sieg im Auswärtsspiel gegen Rot-Weiß Lüdenscheid, sein einziges Tor erzielte er am 9. Mai 1979 (34. Spieltag) beim 4:1-Sieg im Auswärtsspiel gegen Alemannia Aachen mit dem Treffer zum 3:0 in der 43. Minute. Mit seiner Mannschaft beendete er die Gruppe Nord als Erstplatzierter und stieg mit ihr in die höchste deutsche Spielklasse auf, in der er – über die Reservistenrolle nicht hinauskommend – lediglich zwei Punktspiele bestritt. Sein Bundesligadebüt gab er am 28. August 1979 (3. Spieltag) bei der 0:5-Niederlage im Auswärtsspiel gegen den MSV Duisburg. Ferner kam er in drei Spielen des DFB-Pokal-Wettbewerbs zum Einsatz.
In der Saison 1980/81 bestritt er 25 Punktspiele für den österreichischen Bundesligisten SV Austria Salzburg, für den er sechs Tore erzielte; in einem spannenden Abstiegskampf konnte seine Mannschaft als Vorletzter von 18 Mannschaften die Klasse gerade noch halten.
Anschließend wechselte er zum belgischen Erstdivisionäraufsteiger KSK Tongeren, für den er zwei Jahre lang aktiv war. Mit dem Abstieg seiner Mannschaft in die Zweite Division verließ er den Verein.
Zum Abschluss seiner Karriere spielte er noch für die Amateurvereine SC Viktoria Köln und Wuppertaler SV.

## Erfolge
- Meister der 2. Bundesliga Nord 1979 und Aufstieg in die Bundesliga
- ÖFB-Cup-Finalist 1981